# Столкновение танкеров «Венойл» и «Венпет»
Столкновение танкеров «Венойл» и «Венпет» — столкновение 16 декабря 1977 года двух супертанкеров в районе Южной Африки.
В аварии принимали участие однотипные танкеры «Венойл» и «Венпет» дедвейтом по 330 тысяч тонн каждый. Суда двигались в противоположных направлениях в условиях пониженной видимости. Они принадлежали американской корпорации «Bethlehem Steel», шли под либерийским флагом, а экипажи были укомплектованы, в основном, китайскими моряками. «Венойл» шёл с полным грузом сырой нефти из иранского порта в Европу, «Венпет» в балласте следовал по направлению к Персидскому заливу.
Авария произошла приблизительно в 40 км южнее южного берега ЮАР, между Залив Плеттенберга и мысом св. Франциска.
В результате удара произошёл взрыв, вызвавший пожар и разлив нефти. Причиной столкновения была признана недостаточная квалификация судоводителей Шинг Тао Ци и Чинг Минг Суна, которые слабо знали радиолокационное оборудование. Учитывая размеры судов, данное столкновение является самым крупным в мире.